# تورستن وبلن
تورستن وبلن یا تورشتاین وبلن (نروژی: Thorstein Veblen؛ ۳۰ ژوئیهٔ ۱۸۵۷ – ۳ اوت ۱۹۲۹) یک اقتصاددان، و جامعه‌شناس اهل کاتو ویسکانسین در ایالات متحده آمریکا بود. وی پایه‌گذار مکتب نهادگرایی در حوزهٔ علم اقتصاد است. وبلن یکی از افراد برجسته در تاریخ تفکر اقتصاد است.

## زندگی‌نامه
تورشتاین وبلن در ۳۰ ژوئیه ۱۸۵۷ در یک مزرعهٔ سرحدی ویسکانسین متولدشد. او ششمین فرزند از دوازده فرزند یک خانوادهٔ مهاجر نروژی بودند که به عنوان فرزندان کشاورزان اجاره‌دار، روزگار سختی را در نروژ تجربه کرده‌بودند. پدربزرگ پدری وبلن، حق خویش را نسبت به مزرعهٔ خانوادگی‌اش از دست داده بود و در نتیجه، از منزلت اجتماعی ممتاز مالکیت یک مزرعه، به مقام پست اجاره‌داری نزول کرده‌بود. پس از مهاجرت والدین وبلن به آمریکا و اقامت در ویسکانسن و سپس مینه‌سوتا، آن‌ها تقریباً با همان موانعی روبرو شده بودند که پدران‌شان در نروژ دیده‌بودند. زمین‌بازان نخستین ادعای مالکیت آنان را نسبت به زمین‌شان رد کرده بودند و آن‌ها ناچار شده بودند که در اقدام دوم برای تثبیت مالکیت، نیمی از زمین‌شان را برای پرداخت بهرهٔ بالای بدهی‌هایی که در دعواهای ملکی به بار آورده بودند، به فروش رسانند. نفرت از کلاهبرداران، زمین‌بازان و وکیلان بی‌وجدان، در سنت خانوادگی وبلن بسیار ریشه‌دار بود و در بسیاری از نوشته‌های وبلن نیز به روشنی مشهوداست. کتاب نظریه طبقه تن‌آسا اثر او است.

## کتاب شناسی فارسی
- نظریه طبقه تن‌آسا: مطالعه اقتصادی تکامل نهادها (به انگلیسی: The Theory of the Leisure Class: An Economic Study in the Evolution of Institutions)